# Waalre
Waalre – miasto i gmina w prowincji Brabancja Północna w Holandii.
Waalre jest jedną z najbogatszych holenderskich gmin, przez to, że mieszka tam duża liczba milionerów. Została uznana siódmą najlepszą gminą do życia według badań Elsevier w 2010 roku. Gmina otoczona jest polami, lasami i jeziorami. Najbliższym dużym miastem jest Eindhoven. 12 kilometrów od Waalre leży port lotniczy Eindhoven.

## Współpraca
Miejscowość partnerska:
- Meise, Belgia